# ハートインダイヤモンド
ハート・イン・ダイヤモンド社は、人間の髪の毛、遺骨、遺品、ペットの被毛から抽出した炭素を用い、合成ダイヤモンドを製作する会社である。
現在、イギリス、アメリカ、カナダ、オーストラリア、ニュージーランド、ブラジル、インド、中国、プエルトリコ、ポルトガル、リトアニア、ポーランドにてサービスを展開している。

## メモリアルダイヤモンド／遺骨ダイヤモンド
遺骨、毛髪、遺品、ペットの被毛などから抽出した炭素をもとに製作された、天然ダイヤモンドと全く同じ組成、性質をもつ合成ダイヤモンドを、通称メモリアルダイヤモンド  （遺骨ダイヤモンド）という。
ハート・イン・ダイヤモンド社の製作するメモリアルダイヤモンドは、ミニダイヤと呼ばれる0.03ctサイズから1.0ct（それ以上は特別注文）のサイズまで扱っている。

## 製造工程
遺骨、毛髪、遺品等に含まれる炭素は化学的に抽出され、ダイヤモンドの構成元素となる、炭素が結合した黒鉛に変えられる。
この炭素を綿密に分析し、高温高圧法（ＨＰＨＴ）による合成に要する温度や時間、圧力を細かく計算する。その温度と圧力は約２０００度、６万気圧に達する。
通常、この工程に全く手を加えない場合、そのダイヤモンドの色は自然の窒素を含有し、オレンジ色で完成する。他にも各工程を加えることにより、イエローグリーン、ブルー、レッド、無色透明のカラーダイヤモンドも供給している。
ダイヤモンドのカットはラウンドブリリアントカット、プリンセスカット、ラディアントカットを提供している。
完成したダイヤモンドには、そのダイヤモンドが委託された遺骨、毛髪、遺品等から抽出した炭素から製造された事、及びカラー、カット、クラリティ、カットのダイヤモンドグレード表記がされた保証書が付帯する。